# تل خطیری عباسی
تل خطیری عباسی مربوط به دوره ساسانیان است و در شهرستان شیراز، بخش کوار، روستای باغان واقع شده و این اثر در تاریخ ۱۲ بهمن ۱۳۸۱ با شمارهٔ ثبت ۷۱۵۸ به‌عنوان یکی از آثار ملی ایران به ثبت رسیده است.